# Bankroll management
Bankroll management (zkratka BRM) je strategie finančního řízení, jejímž cílem je efektivní správa peněžních prostředků vyčleněných pro určitou činnost s prvkem rizika, typicky v hazardních hrách, sportovním sázení nebo investování. Účelem je minimalizace rizika ztráty celého kapitálu vlivem nepříznivého vývoje (např. série proher) a podpora dlouhodobé udržitelnosti sázení.
Základním principem bankroll management je stanovení pravidel pro velikost jednotlivých sázek nebo investic v poměru k celkovému bankrollu (tedy dostupnému kapitálu). Tato pravidla určují, kolik procent bankrollu je rozumné riskovat v jedné sázce nebo hře. Konzervativní přístupy obvykle doporučují riskovat jen velmi malou část (např. 1–2 %), zatímco agresivnější strategie umožňují větší expozici celkového kapitálu, ale zároveň zvyšují riziko ztráty celého bankrollu.